# Гай Веллей Патеркул (консул-суффект 60 года)
Гай Велле́й Пате́ркул (лат. Gaius Velleius Paterculus; умер после 60 года) — римский политический деятель второй половины I века.
Гай, вероятно, был старшим братом консула-суффекта 61 года Луция Веллея Патеркула и сыном или внуком историка Веллея Патеркула. После 39 года, а, возможно, после 45 года он находился на посту легата III «Августова» легиона, о чём свидетельствует надпись из Эль-Аруша. С июля по сентябрь 60 года Патеркул занимал должность консула-суффекта вместе с Марком Манилием Вописком. Луций Анней Сенека и Корнелий Тацит упоминают о комете, появившейся в период его консульства.